# Kevin Mitnick
Kevin David Mitnick (6. srpna 1963 – 16. července 2023) byl autor, bezpečnostní konzultant a hacker. Za nelegální průnik do počítačových sítí byl v 90. letech odsouzen za počítačovou kriminalitu a za držení padělaných identifikačních dokumentů. Ve vězení strávil 5 let, propuštěn byl 21. ledna 2000. Bylo mu zakázáno používat jakékoliv komunikační technologie vyjma pevných linek; později se mu u soudu podařilo dosáhnout zrušení zákazu přístupu na internet.
Mitnick ke svým průnikům nepoužíval ani tolik znalosti IT, jako sociální inženýrství – zjednodušeně řečeno obsluze vysvětlil, že ho do systému má pustit.
Před smrtí se Kevin Mitnick snažil šířit povědomí o nebezpečí v podobě počítačových crackerů a phreakingu. Vlastnil společnost podnikající v oboru bezpečnostního poradenství, Mitnick Security Consulting.
Kevin Mitnick zemřel 16. července 2023 ve věku 59 let na rakovinu slinivky břišní.

## Dětství a mládí
Kevin Mitnick vyrůstal v San Fernando Valley, severozápadní části města Los Angeles. Byl poměrně samostatným a zvídavým dítětem, už ve dvanácti letech přišel na způsob, jak využívat městskou dopravu zadarmo. Rozmluvou s ochotným řidičem získal potřebné informace (např. kde sehnat strojek na označování jízdenek), tehdy poprvé použil tzv. sociálního inženýrství, tedy manipulace s lidmi za účelem získání informace.

## Phreaking
Na střední škole byl svým spolužákem seznámen s phreakingem, tj. pronikání do telefonních sítí prostřednictvím jejích pracovníků a znalosti fungování sítě a oborového žargonu; bavili se získáváním údajů o uživatelích, posloucháním telefonních hovorů nebo tím, že měnili nastavení uživatelských účtů, vše díky psychologické manipulaci s lidským faktorem.
Do svých 17 let zdokonalil Kevin Mitnick svou techniku natolik, že pro něho nebyl problém namluvit většině pracovníků sítě cokoliv, a to nejen po telefonu, ale i osobně.

## Profesionální crackování
Touha dostat se mezi skupinu lidí, kteří mu byli podobní, jej vedla k přechodu od phreakingu k pronikání do počítačových sítí. Po střední škole se dal na studia informatiky na Computer Learning Center v Los Angeles; zde se mu podařilo nalézt nedostatky v operačním systému a získat veškerá práva k počítačům IBM.
V roce 1979 se naboural do počítačové sítě firmy DEC, vyvíjející operační systémy, a zkopíroval jejich software. Bylo to první ze série překročení zákona.
Média vytvořila z Kevina Mitnicka mýtus, v honbě za vyššími zisky mu mnohá vydavatelství připisovala i útoky jiných crackerů. Proto není vždy úplně jisté, kterých činů se dopustil a kterých nikoliv.

### Protizákonné činy Kevina Mitnicka
- neoprávněné používání autobusového označovacího systému pro cestování zadarmo
- získání administrátorských práv na počítačích IBM na Computer Learning Center v LA
- nabourání se do systému DEC, nahlédnutí do zdrojového kódu VMS
- nabourání se do systémů firem Motorola, NEC, Nokia, Sun Microsystems a Fujitsu Siemens
- vyhýbání se FBI

### Údajné činy
- krádež počítačového manuálu společnosti Pacific Bell, zajišťující telefonní spojení v centru Los Angeles
- čtení e-mailů pracovníků počítačové bezpečnosti ve firmách MCI Communications a Digital
- odposlech hovorů společnosti California DMV[zdroj?]
- nabourání se do systému společnosti Apple
- nabourání se do systémů společností a organizací: SCO, PacBell, FBI, Pentagon, Novell, CA DMV, Losangeleský sjednocený školní areál

## Po propuštění z vězení
Kevin Mitnick byl profesionálním počítačovým konzultantem, uplatňoval své znalosti o bezpečnosti informací a osobní zkušenost se sociálním inženýrstvím k tomu, aby pomáhal institucím i soukromým osobám odhalovat ohrožení bezpečnosti informací (založil firmu Mitnick Security Consulting, LLC). Mimo jiné se účastnil konferencí o bezpečnosti informací a zabezpečení počítačů, byl hostem několika televizních i rozhlasových pořadů. Roku 2003 navštívil i Českou republiku při příležitosti vydání překladu své knihy.
Mitnick je spoluautor čtyř knih o počítačové bezpečnosti (spoluautoři jsou William L. Simon a Robert Vamosi):
- (2003) The Art of Deception: Controlling the Human Element of Security[2]
  - česky vyšlo téhož roku jako Umění klamu[3]
- (2005) The Art of Intrusion: The Real Stories Behind the Exploits of Hackers, Intruders & Deceivers[4]
- (2011) Ghost in the Wires: My Adventures as the World's Most Wanted Hacker[5]
- (2017) The Art of Invisibility: The World's Most Famous Hacker Teaches You How to Be Safe in the Age of Big Brother and Big Data[6]

Mitnick autorizoval vydání knihy:
- (1996) The Fugitive Game: Online with Kevin Mitnick.
  - V této knize autor Jonathan Littman prezentuje Mitnikův pohled na svůj příběh,[7] protože v knihách Johna Markoffa Takedown (1996) a Jeffa Goodella Cyberthief and the Samurai (1996) byl prezentován pohled ze Shimomurovy strany (v té době Mitnick nemohl legálně profitovat ze svého příběhu).